# Borough of Wokingham
Wokingham ist eine Unitary Authority und ein Borough in der Grafschaft Berkshire in England. Der Verwaltungssitz ist die Stadt Wokingham; weitere bedeutende Orte sind Earley, Finchampstead, Twyford und Woodley.

## Geschichte
Die Gebietskörperschaft wurde am 1. April 1974 als Borough Wokingham gegründet und entstand aus der Fusion des alten Borough Wokingham und des Rural District Wokingham. Als am 1. April 1998 der Grafschaftsrat von Berkshire aufgelöst wurde, erhielt der Borough den Status einer Unitary Authority.

## Gemeinden
Auf dem Gebiet des Borough of Wokingham bestehen 17 Gemeinden (Parishes):
- Arborfield and Newland
- Barkham
- Charvil
- Earley
- Finchampstead
- Remenham
- Ruscombe
- Shinfield
- Sonning
- St Nicholas Hurst
- Swallowfield
- Twyford
- Wargrave
- Winnersh
- Wokingham
- Wokingham Without
- Woodley

In allen Gemeinden gibt es einen Gemeinderat (Parish Council). Earley, Wokingham und Woodley sind Kleinstädte (town), das Gremium bezeichnet sich dementsprechend als Town Council.